# I lauri senza fronde
I lauri senza fronde (Les lauriers sont coupés) (IPA: /le lɔʁjˈe sɔ̃ kupˈe/) è un romanzo di Édouard Dujardin, pubblicato su La Revue indépendante nel 1887. Ebbe inizialmente scarso successo (con una sola riedizione sul Mercure de France nel 1897), finché, indicato da James Joyce come fonte del suo Ulisse, fu ristampato nel 1925, con la prefazione di Valery Larbaud, ed è considerato da allora capostipite della tecnica narrativa del flusso di coscienza.

## Edizioni
in lingua originale
- Edouard Dujardin, Les lauriers sont coupés, Mercure De France, Paris 1897
- Édouard Dujardin; Les lauriers sont coupés, preface de Valery Larbaud, A. Messein, Paris 1924
- Edouard Dujardin; Les lauriers sont coupes, edition definitive avec deux portraits de l'auteur 1888 et 1924 par Jacques Emile Blanche; preface de Valery Larbaud, A. Messein, Paris 1925
- Édouard Dujardin; Les lauriers sont coupés, préface de Valéry Larbaud; introduction par Olivier de Magny, Messein, Paris stampa 1968
- Edouard Dujardin; Les lauriers sont coupés; suivi de Le monologue intérieur, introduction avec sommaire biographique, note bibliographique, choix de documents inédits et d'illustrations par Carmen Licari, Bulzoni, Roma 1977
- Édouard Dujardin; Les lauriers sont coupés, présentation, notes, dossier documentaire, chronologie et bibliographie par Jean-Pierre Bertrand, Flammarion, Paris 2001
- Édouard Dujardin; Les lauriers sont coupés, préface de Valéry Larbaud, Biblioteca universitaria, Pavia stampa 2008

in lingua italiana
- Edouard Dujardin; I lauri senza fronde, nota introduttiva e traduzione di Nicoletta Neri, Einaudi, Torino 1975
- Édouard Dujardin; I lauri senza fronde, introduzione e traduzione Alessandra Solito, Asterios, Trieste 2009